# Marsha Stephanie Blake

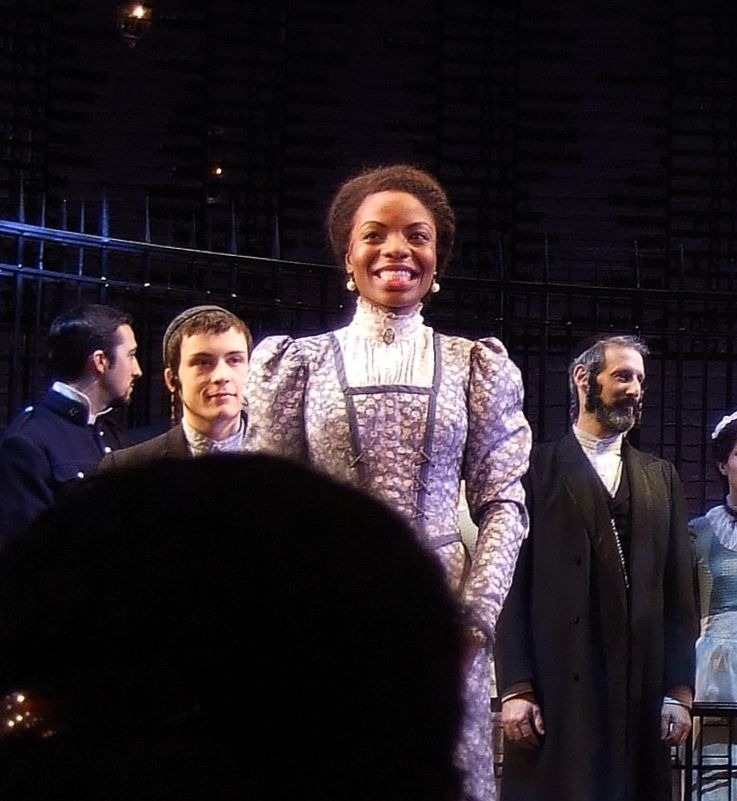
Marsha Stephanie Blake

Marsha Stephanie Blake (* 3. Mai 1974 auf Jamaika) ist eine US-amerikanische Schauspielerin jamaikanischer Herkunft. Bekanntheit erlangte sie vor allem durch ihre Rolle aus den Serien Orange Is the New Black und When They See Us. Für letztere wurde sie 2019 für einen Emmy nominiert.

## Leben und Karriere
Marsha Stephanie Blake wurde auf Jamaika geboren. Ihre Eltern immigrierten Ende der 1980er Jahre mit ihr und ihrem Bruder in die Vereinigten Staaten.
Blake tritt seit Beginn ihrer Schauspielkarriere regelmäßig am Theater auf, unter anderem in Inszenierungen von Werken wie Der Kaufmann von Venedig, Hexenjagd oder Hurt Village. Seit 2002 ist sie auch in Film und Fernsehen aktiv. Ihre erste Rolle vor der Kamera übernahm sie in einem Gastauftritt in der Serie Third Watch – Einsatz am Limit. Es folgten Auftritte in Law & Order: New York und 2006 erstmals in einem Spielfilm in The Architect. 2012 spielte sie eine Minirolle in Quentin Tarantinos Western Django Unchained, wobei die Rolle im Abspann nicht namentlich erwähnt wurde.
Weitere Gastauftritte verbuchte sie mit The Big C, A Gifted Man, Elementary, Girls und Chicago P.D. 2015 wurde sie in der Netflix-Serie Orange Is the New Black als Berdie Rogers in einer Nebenrolle besetzt. Zusammen mit ihren Darstellerkollegen wurde sie hierfür mit einem Screen Actors Guild Award als Bestes Ensemble in einer Comeyserie ausgezeichnet.
Nach weiteren kleinen Rolle und Serien wurde Blake 2018 in der ebenfalls vom Streaminganbieter Netflix produzierten Miniserie When They See Us in der Rolle der Linda McCray besetzt. Die Serie thematisierte die realen Ereignisse der sogenannten Central Park Five. Blake spielte darin die Mutter eines mutmaßlichen Vergewaltigers. Ihre darstellerische Leistung brachte ihr dafür 2019 eine Emmy-Nominierung in der Kategorie Beste Nebendarstellerin – Miniserie oder Fernsehfilm ein. 2019 übernahm sie die Nebenrolle der Vivian Maddox in der finalen sechsten Staffel der Serie How to Get Away with Murder.
Ende Juni 2023 wurde Blake Mitglied der Academy of Motion Picture Arts and Sciences.
Blake ist Mutter einer Tochter und lebt in Los Angeles.

## Filmografie (Auswahl)
- 2002: Third Watch – Einsatz am Limit (Third Watch, Fernsehserie, Episode 3x13)
- 2003: A-Alike (Kurzfilm)
- 2004: Law & Order: Special Victims Unit (Fernsehserie, Episode 6x05)
- 2005, 2022: Law & Order (Fernsehserie, 3 Episoden)
- 2006: The Architect
- 2006: Six Degrees (Fernsehserie, Episode 1x01)
- 2011: The Big C (Fernsehserie, Episode 2x04)
- 2011: A Gifted Man (Fernsehserie, 2 Episoden)
- 2012: Django Unchained
- 2013: Elementary (Fernsehserie, Episode 1x12)
- 2013: Stand Clear of the Closing Doors
- 2014: Chicago P.D. (Fernsehserie, Episode 2x06)
- 2014: Girls (Fernsehserie, Episode 3x05)
- 2014: Ambiance Man (Fernsehserie, Episode 1x07)
- 2015: Nasty Baby
- 2015: Orange Is the New Black (Fernsehserie, 8 Episoden)
- 2015: Happyish (Fernsehserie, 4 Episoden)
- 2015: Odd Mom Out (Fernsehserie, Episode 1x05)
- 2015: Good Wife (The Good Wife, Fernsehserie, Episode 7x04)
- 2015: Getting On – Fiese alte Knochen (Getting On, Fernsehserie, 3 Episoden)
- 2016–2019: The Blacklist (Fernsehserie, 2 Episoden)
- 2017: Person to Person
- 2017: Crown Heights
- 2017: Imitation Girl
- 2017: The Wilde Wedding
- 2017: The Accidental Wolf (Fernsehserie, Episode 1x15)
- 2018: Quantico (Fernsehserie, Episode 3x07)
- 2019: Luce
- 2019: See You Yesterday
- 2019: When They See Us (Miniserie, 4 Episoden)
- 2019: Die Geldwäscherei (The Laundromat)
- 2019: This Is Us – Das ist Leben (This Is Us, Fernsehserie, 2 Episoden)
- 2019–2020: How to Get Away with Murder (Fernsehserie, 5 Episoden)
- 2020: FBI: Most Wanted (Fernsehserie, Episode 1x02)
- 2020: Goldie
- 2020: The Photograph
- 2020: An American Pickle
- 2020: I’m Your Woman
- 2020–2022: The Accidental Wolf (Fernsehserie, 7 Episoden)
- 2022: Die letzten Tage des Ptolemy Grey (The Last Days of Ptolemy Grey, Fernsehserie, 6 Episoden)
- 2022: The Courtroom
- 2022: Brother
- 2022: Random Acts of Flyness (Fernsehserie, Episode 2x05)
- 2024: The Madness (Fernsehserie, 8 Folgen)

## Auszeichnungen und Nominierungen (Auswahl)
Black Reel Award for Television
- 2019: Nominierung als Beste Nebendarstellerin in einer Miniserie oder Fernsehfilm für When They See Us

Canadian Screen Award
- 2023: Auszeichnung für die Beste Nebenrolle für Brother[4]

Primetime Emmy Award
- 2019: Nominierung als Beste Nebendarstellerin – Miniserie oder Fernsehfilm für When They See Us

Screen Actors Guild Award
- 2016: Auszeichnung als Bestes Ensemble in einer Comedyserie für Orange is the New Black